# 신사는 금발을 좋아해 (소설)
《신사는 금발을 좋아해》(영어: Gentlemen Prefer Blondes : The Intimate Diary of a Professional Lady)는 미국의 저자 아니타 루스가 쓴 코메디 소설이다. 내용은 젊은 금발의 골드 디거 (사람)의 원나이트 스탠드이야기이다. 같은 해에 F. 스콧 피츠제럴드의 위대한 개츠비가 출판되었다.

## 같이 보기
- 신사는 금발을 좋아해